# Novo millennio ineunte

Escudo de armas de Juan Pablo II

Novo millennio ineunte ( Al comienzo del nuevo milenio ) es una carta apostólica del Papa Juan Pablo II , dirigida a los Obispos Clero y Fieles Laicos , "Al final del Gran Jubileo del 2000".
La carta apostólica describe las prioridades de la Iglesia Católica para el tercer milenio y en el futuro. La carta está dividida en cuatro partes. La primera parte es –«La herencia del Gran Jubileo»- que es una valoración de los resultados del Jubileo del Año 2000; la segunda parte es –«Un rostro para contemplar»-  y está dedicada a Cristo; la tercera parte de la carta apostólica  es una llamada a los bautizados a la santidad. La cuarta parte de esta carta es  –«Testigos del amor»-y está dedicada a la Iglesia y su misión en el mundo.

## Salir a lo profundo
El primer párrafo cita a Jesús invitando al apóstol Simón Pedro a "remar mar adentro" para pescar: "Duc in altum" (Lc 5, 4). Esta frase fue repetida a menudo por el Papa Juan Pablo II y citada por otros. Pedro y sus compañeros confiaron en las palabras de Cristo y echaron las redes. "Habiendo hecho esto, pescaron muchos peces" (Lc 5, 6).

## Cristo en el centro
"Entendido en su misterio divino y humano, Cristo es fundamento y centro de la historia, es su sentido y fin último. ... Su encarnación, culminada en el Misterio pascual y el don del Espíritu, es el corazón palpitante del tiempo, la hora misteriosa en la que nos ha llegado el Reino de Dios (cf. Mc 1,15), en efecto, enraizado en nuestra historia, como semilla destinada a convertirse en un gran árbol" (cf. Mc 4, 30-32).  (cf. Mk 1:15), indeed took root in our history, as the seed destined to become a great tree (cf. Mk 4:30-32).

"El programa ya existe: es el plan que se encuentra en el Evangelio y en la Tradición viva, es el mismo de siempre. En definitiva, tiene su centro en el mismo Cristo, a quien hay que conocer, amar e imitar, para que en él vivamos la vida de la Trinidad y con él transformemos la historia hasta su cumplimiento en la Jerusalén celestial. Este es un programa que no cambia con los cambios de tiempos y culturas, aunque tiene en cuenta el tiempo y la cultura en aras del verdadero diálogo y la comunicación efectiva. Este programa para todos los tiempos es nuestro programa para el Tercer Milenio."

## Prioridades
Se concede la máxima prioridad a la santidad o santidad: "Todos los fieles cristianos ... están llamados a la plenitud de la vida cristiana". (no. 30)
La segunda prioridad son los medios básicos para llegar a la santidad: "Esta formación en la santidad exige una vida cristiana que se distinga sobre todo en el arte de la oración ". (núm. 32)
Otra prioridad es la Nueva Evangelización : "A lo largo de los años, he repetido muchas veces la convocatoria a la nueva evangelización. Lo hago de nuevo ahora, sobre todo para insistir en que debemos reavivar en nosotros el ímpetu de los inicios y dejarnos ser llenos del ardor de la predicación apostólica que siguió a Pentecostés. Debemos reavivar en nosotros la ardiente convicción de Pablo, que gritó: 'Ay de mí si no anuncio el Evangelio' ( 1 Corintios 9,16 ). (no. 40)